# Langstaartklauwier
De langstaartklauwier (Lanius schach) is een zangvogel uit de familie klauwieren (Laniidae). De wetenschappelijke naam van de soort werd in 1758 gepubliceerd door Carl Linnaeus. De soort broedt in een groot deel van Azië tot in Nieuw-Guinea. Sommige populaties overwinteren in het oriëntaals gebied. Er worden negen ondersoorten onderscheiden, met onderling duidelijke verschillen in verenkleed.

## Kenmerken
De langstaartklauwier is gemiddeld 25 cm lang. De vogel is grijs op de rug en een deel van de nek en kop. In zit heeft de vogel een roodbruine dekveren op de vleugel en zwarte hand- en armpennen. In vlucht hebben alle ondersoorten duidelijke witte vlekken op de vleugel. Hij heeft een lange, zwarte staart met bruine buitenste staartpennen. De vogel heeft een breed zwart "masker" rond het oog dat doorloopt tot het voorhoofd. De ondersoorten L. s. nasutus en L. s. tricolor hebben een volledig zwarte kopkap. Er bestaat geen verschil in verenkleed tussen de seksen. Onvolwassen vogels zijn "geschubd".

## Verspreiding en leefgebied
De negen ondersoorten hebben de volgende broedgebieden:
- L. s. schach – De nominaat komt voor in Midden- en Zuidoost-China tot in Noord-Vietnam.
- L. s. nasutus Scopoli, 1780 – Filipijnen behalve de Sulu-eilnanden
- L. s. bentet Horsfield, 1822 – van het schiereiland Malakka tot de Kleine Soenda-eilanden
- L. s. erythronotus (Vigors, 1831) – Zuid-Kazachstan, Noordoost-Iran, Afghanistan, Pakistan en Noord- en Midden-India
- L. s. tricolor Hodgson, 1837 – Nepal, Noordoost-India, Myanmar, Thailand, Laos en Zuid-China
- L. s. caniceps Blyth, 1846 – West-, Midden- en Zuid-India en Sri Lanka
- L. s. longicaudatus Ogilvie-Grant, 1902 – Midden- en Zuidoost-Thailand tot het zuiden van Laos
- L. s. suluensis (Mearns, 1905) – Sulu-eilanden
- L. s. stresemanni Mertens, 1923 – Oost-Nieuw-Guinea

De langstaartklauweier komt voornamelijk voor in open gebieden en in landschappen met struikgewas. Populaties die voorkomen in streken met een gematigd klimaat zoals bijvoorbeeld L. s. sachs, trekken in de winter naar streken met een tropisch klimaat. L. s. sachs is daarom een weinig voorkomende wintergast op Borneo, terwijl L. s. bentet in het zuiden van Borneo (Kalimantan) een standvogel is.

### Dwaalgast
De langstaartklauwier is een zeldzame dwaalgast in West-Europea. Anno 2011 zijn er twee bevestigde waarnemingen in Groot-Brittannië, één in Zweden (11 juni 1999), één in Denemarken (15 oktober 2007) en één in Nederland (31 oktober 2011). In België werd één exemplaar geringd (15 oktober 2017).

## IUCN-status
De langstaartklauwier heeft een enorm groot verspreidingsgebied en daardoor alleen al is de kans op uitsterven uiterst gering. De grootte van de populatie is niet gekwantificeerd en er zijn geen gegevens over trends. Om die redenen staat deze klauwier als niet bedreigd op de Rode Lijst van de IUCN.

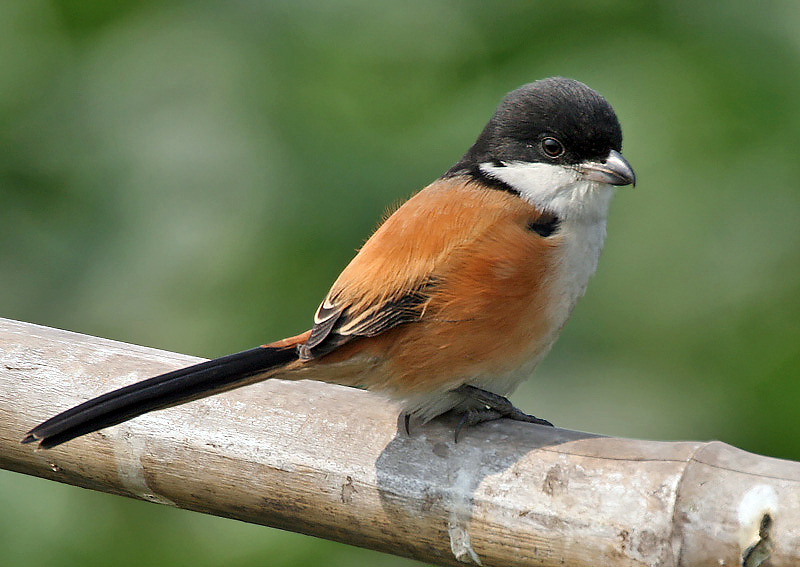
L. s. tricolor
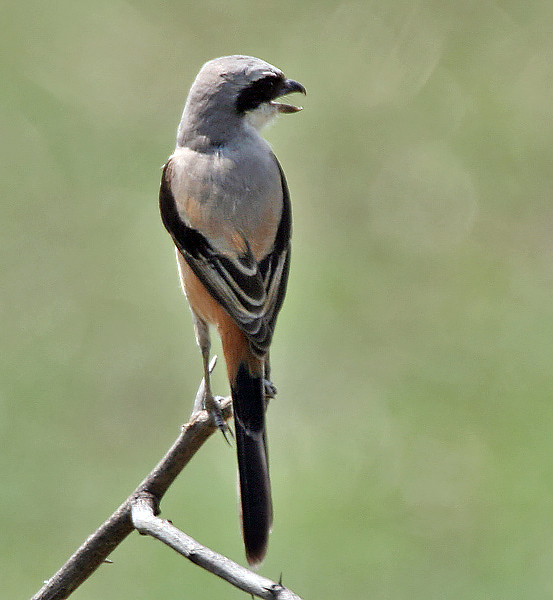
L. s. erythronotus